# Елизабета Дуковска
Елизабета Дуковска (на македонска литературна норма: Елизабета Дуковска) е видна юристка от Северна Македония, членка на Конституционния съд на страната.

## Биография
Родена е в 1961 година в град Скопие, Федерална Югославия. Завършва Юридическия факултет на Скопския университет „Кирил и Методий“ в 1987  година. В 1990 година полага правосъден изпит.
От 1 април 1990 година е експерт в Основния съд на сдружения труд Скопие. На 1 януари 1992 година става експерт в Окръжния търговски съд в Скопие, а от 1 юли 1996 година е експерт в Основния съд Скопие I. От 10 януари 1997 година работи като експерт в Скопския апелативен съд. От 19 март 2004 година е съдия в Основния съд Скопие I, от юли 2007 година – в Основния съд Скопие II, а от 19 ноември 2009 година – Скопския апелативен съд.
На 10 април 2023 година е избрана за съдия в Конституционния съд по предложение на Съдебния съвет.